# Комбіновані системи автоматичного регулювання
Комбіно́вані систе́ми автомати́чного регулюва́ння (комбіновані САР) — автоматичні системи високої точності, що поєднують в собі принципи керування за відхиленням і за збуренням. При цьому в автоматичних системах комбінованого керування нарівні із замкненими контурами, що утворюються від'ємними зворотними зв'язками, є ланки компенсації основного збурюючого впливу Z(t) або додаткова ланка компенсації помилок від задаючого впливу. Подібні системи рекомендується застосовувати для керування об'єктами, які характеризуються наявністю істотних збурень, великою інерційністю і присутністю транспортного запізнення.
Принцип комбінованого керування вільний від недоліків САР за відхиленням і збуренням і поєднує їх переваги.